# Il teatro e il suo doppio
Il teatro e il suo doppio (Le Théâtre et son Double) è una raccolta di saggi scritti dal poeta e commediografo Antonin Artaud, pubblicata nel 1938.

## L'opera
Artaud considerava tale opera come una critica alle convenzioni teatrali allora vigenti e all'importanza che veniva data al linguaggio drammatico. L'autore si mostra critico verso chi considera le opere teatrali quali pure opere letterarie (privilegiando quindi la loro forma artificiosa). L'autore contrappone a questo modo di intendere il teatro la vitalità dell'esperienza sensoriale dello spettatore.
La raccolta ha avuto e ha ancora una certa influenza sul mondo del teatro: a essa si sono ispirati figure quali Peter Brook e il Living Theatre.

### Il teatro della crudeltà
Il saggio più conosciuto è quello riguardante il cosiddetto "teatro della crudeltà", dove Artaud esprime l'importanza di recuperare la nozione di un linguaggio teatrale unico, a metà strada tra gesto e pensiero.